# Nordpolen
Nordpolen er navnet på den geografiske nordpol, som ligger på 90 grader nordlig bredde, og er det ene af de 2 punkter (den geografiske nordpol og sydpol), hvor Jordens imaginære rotationsakse går igennem jordoverfladen.
Det der benævnes "Den magnetiske nordpol" (jordens magnetiske nordpol), flytter sig over tid pga. magnetiske forandringer i jordens kerne. I 2001 besluttede det Geologiske Råd i Canada at den magnetiske nordpol lå nær Ellesmere Island i det nordlige Canada på 81°3' nord, 110°8' vest. Den magnetiske nordpol befandt sig på 83°1' nord, 117°8' vest i 2005. I 2009, stadig placeret indenfor det arktiske område som Canada gør krav på, befandt den sig på 84°9' nord, 131°0' vest, den bevægede sig mod Rusland med en hastighed på ca. 55-60 km per år. I 2012 er det anslået at den magnetiske nordpol har flyttet sig ud af det arktiske område, som Canada gør krav på, til lokationen 85°9' nord, 147°0' vest.
Selvom den kaldes nordpolen, er den faktisk en magnetisk sydpol, og derfor tiltrækker den en magnetnåls nordpol. På en magnet vil der altid være områder, hvor den magnetiske tiltrækning er størst. Disse områder kaldes for poler. En magnet har to poler, nemlig en nord- og en sydpol.
Den uopnåelige nordpol er det sted i Ishavet der er fjernest fra land, på 84°03' nord, 174° 51' vest.